# Tượng Sơn, thành phố Hà Tĩnh
Tượng Sơn là một xã thuộc thành phố Hà Tĩnh , tỉnh Hà Tĩnh, Việt Nam.

## Địa lý
Xã Tượng Sơn có vị trí địa lý:
- Phía đông giáp xã Thạch Thắng
- Phía tây giáp các phường Đại Nài, Thạch Quý, Văn Yên
- Phía nam giáp xã Thạch Bình
- Phía bắc giáp phường Thạch Hưng.

Xã Tượng Sơn có diện tích 7,84 km², dân số năm 2023 là 5.580 người, mật độ dân số đạt 711 người/km².
Từ xa xưa trên địa bàn xã này có tuyến kênh Nhà Lê nối từ kinh đô Hoa Lư đến Đèo Ngang đi qua, là tuyến đường thủy đầu tiên trong lịch sử Việt Nam và được coi là tuyến đường Hồ Chí Minh trên sông vì những đóng góp cho các cuộc chiến tranh của người Việt.

## Lịch sử
Ngày 14 tháng 11 năm 2024, Ủy ban Thường vụ Quốc hội ban hành Nghị quyết số 1283/NQ-UBTVQH15 về việc sắp xếp đơn vị hành chính cấp huyện, cấp xã của tỉnh Hà Tĩnh giai đoạn 2023 – 2025 (nghị quyết có hiệu lực từ ngày 1 tháng 1 năm 2025). Theo đó, sáp nhập xã Tượng Sơn thuộc huyện Thạch Hà vào thành phố Hà Tĩnh quản lý.